# 내 생애 가장 징글징글한 크리스마스
《내 생애 가장 징글징글한 크리스마스》(영어: Deck The Halls)는 미국에서 제작된 존 화이트셀 감독의 2006년 가족 코미디 영화이다. 대니 더비토 등이 출연하였고, 마이클 코스티갠 등이 제작에 참여하였다. 이 영화는 2006년 11월 22일에 미국에서 개봉되었다.

## 출연진
- 대니 더비토
- 매슈 브로더릭
- 크리스틴 데이비스
- 크리스틴 체노웨스
- 앨리아 쇼캣
- 호헤이 가르시아
- 프레드 아미슨
- 라이언 데블린
- 서브리나 올드리지
- 로클린 먼로
- 숀 오브라이언
- 재키 버로스
- 니컬라 펠츠
- 캘 펜
- 코리 몬티스
- 잭 샌티아고

## 기타 제작진
- 공동 제작: 제러마이아 새뮤얼스
- 배역: 하이키 브랜드스태터, 도나 더세타, 리처드 힉스, 코린 메이어스, 데이비드 루빈
- 미술: 빌 브레스키
- 의상: 캐럴 램지

## 같이 보기
- 크리스마스 영화 목록